# Sulzbach-Laufen
Sulzbach-Laufen település Németországban, azon belül Baden-Württembergben. Lakosainak száma 2540 fő (2023. december 31.).

## Népesség
A település népessége az elmúlt években az alábbi módon változott:
| Lakosok száma | 2148 | 2343 | 2345 | 2244 | 2225 | 2535 | 2565 | 2561 | 2520 | 2540 |
|               | 1961 | 1967 | 1974 | 1980 | 1987 | 1993 | 2000 | 2006 | 2013 | 2023 |